# Дені Подалідес
Дені́ Подаліде́с (фр. Denis Podalydès; нар. 22 квітня 1963, Версаль, Сен-е-Уаз, Франція) — французький театральний та кіноактор, театральний та кінорежисер, сценарист та письменник.

## Біографія
Дені Подалідес народився 22 квітня 1963 року у Версалі (департамент Сен-е-Уаз, Франція) в родині фармацевта. У нього є троє братів: Бруно (1961), Ерік (1969) і Лоран (1972). Його старший брат Бруно став відомим кінорежисером і сценаристом. Дені Подалідес вивчав філософію і літературу в Ліцеї Фенелона в Парижі, після цього вступив на акторські курси Флорана. У 1984 році Подалідес вступив до Вищої національну консерваторію драматичного мистецтва, де подружився з Еммануелем Бурдьє, сином знаменитого соціолога П'єра Бурдьє.

## Кар'єра

### Театр
27 січня 1997 року Дені Поділідес увійшов до трупи театру Комеді Франсез, а 1 січня 2000 року став його 505-м сосьєтером. На театральній сцені актор втілив образи героїв п'єс таких визнаних класиків, як Мольєр, Евріпід, А. Чехов, П'єр Корнель, Жан Расін, Микола Гоголь, Тургенєв, Карло Ґольдоні, О. Островський і багатьох інших. Часто він бере участь в постановках, автором яких є його друг Еммануель Бурдьє. Крім того, Подалідес озвучував кілька радіопостановок для французького радіо, таких як, наприклад, «Племінник Рамо» Дені Дідро або «Шинель» Миколи Гоголя.
Дені Подалідес кілька разів виступав в ролі театрального режисера сам і спільно з іншими авторами (Еммануелем Бурдье та Еріком Руфом). Так, у 2006 та 2008 році ним було поставлені успішні п'єси «Сірано де Бержерак» Едмона Ростана і «Фантазіо» авторства Альфреда де Мюссе. У 2012 році він керував постановкою «Дона Паскуале» Гаетано Доніцетті в Театрі Єлисейських полів.

### Кінематограф
У 1989 році Дені Подалідес дебютував як кіноактор у фільмі «Ксенія». У 1992 році актор знявся в короткометражному фільмі «Версаль, лівий берег», завдяки якому отримав свій перший успіх. Перші великі проекти в кінокар'єрі актора з'явилися протягом 1994—2000 років. Серед відомих робіт Подалідеса того періоду — ролі у стрічках Анрі Вернея «Матір» (1992), Коліна Серро «Прекрасна зелена» (1996), а також у міні-серіалі Жозе Даян «Знедолені» (2000) за однойменним романом Віктор Гюго. Загалом Подалідес знявся у понад ста кіно-, телефільмах та серіалах.

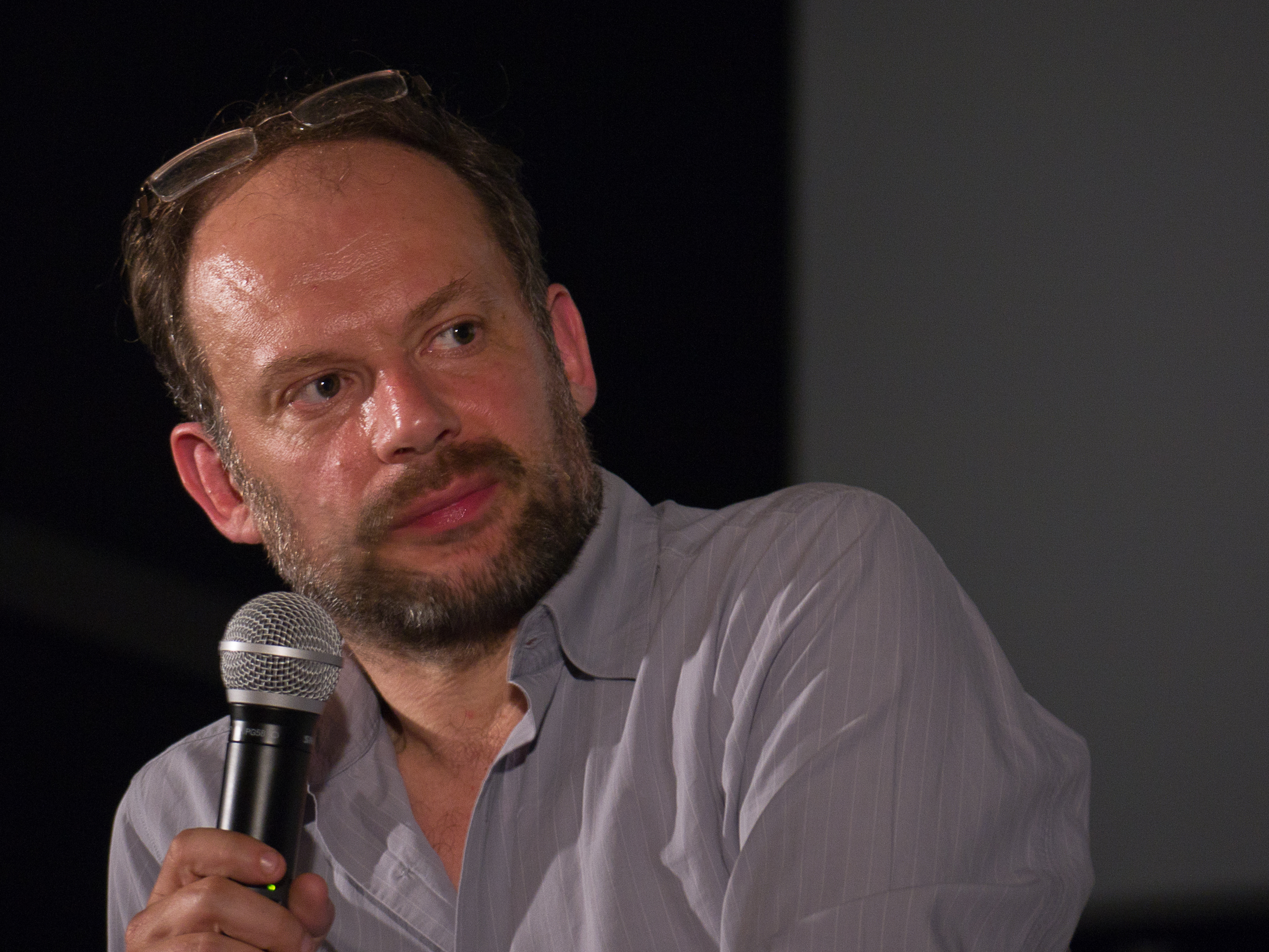
Дені Подалідес проводить урок кіно, 2011

У період з 2004 по 2010 роки Подалідес знявся у таких стрічках, як «Приховане» (2004) Міхаеля Ганеке, «Код да Вінчі» за однойменним романом Дена Брауна (2006) Рона Говарда, «У кожного своє кіно» (2007) декількох режисерів, «Останній урок» (2008) Жана-Поля Лілієнфельда та ін.
У 2011—2019 роках Подалідес взяв участь у створенні фільмів Ксав'є Дюрринже «Завоювання» (2011), у якому зіграв головну роль Ніколя Саркозі (номінація на французьку національну кінопремію «Сезар» 2012 року за найкращу головну чоловічу роль), Бенжамена Геджа «Правила життя французького хлопця» (2013), Рошді Зема «Шоколад» (2016), де втілив образ кінорежисера Луї Люм'єра та ін. У 2017 році актор зіграв другорядну роль у фільмі Ніколя Бедоса «Він і Вона» та одну з головних ролей у драмі Альбера Дюпонтеля «До побачення там, нагорі». У 2018 році Подалідес знявся в мелодрамі Крістофом Оноре «Насолоджуватися, кохати та швидко бігати», за роботу у якому був номінований як найкращий актор другого плану на «Сезара» за 2018 рік.

## Фільмографія (вибіркова)

### Актор
| Рік  |     | Українська назва                                  | Оригінальна назва                                             | Роль                                   |
| ---- | --- | ------------------------------------------------- | ------------------------------------------------------------- | -------------------------------------- |
| 1989 | ф   | Ксенія                                            | Xenia                                                         | Матьє                                  |
| 1991 | ф   | Мати                                              | Mayrig                                                        | Теліріан                               |
| 1992 | кф  | Версаль, лівий берег                              | Versailles Rive-Gauche                                        | Арно                                   |
| 1992 | кф  | Mes fiançailles avec Hilda                        | Давид                                                         |                                        |
| 1994 | ф   | Не така вже й католичка                           | Pas très catholique                                           | Мартен                                 |
| 1994 | кф  | От і все                                          | Voilà                                                         | батько                                 |
| 1995 | тф  | Нелюбима                                          | La mal-aimée                                                  | молодий тато                           |
| 1995 | кф  | Лікарі на вулиці!                                 | Soigneurs dehors!                                             | Клеман                                 |
| 1996 | ф   | Щоденник спокусника                               | Le journal du séducteur                                       | супроводжуючий санітар                 |
| 1996 | ф   | Прекрасна витівка                                 | L'échappée belle                                              | Санчес                                 |
| 1996 | ф   | Як я обговорював... (моє сексуальне життя)        | Comment je me suis disputé... (ma vie sexuelle)               | Жан-Жак                                |
| 1996 | тф  | Божевільна вежа                                   | Le fou de la tour                                             | Данієль                                |
| 1996 | ф   | Прекрасна зелена                                  | La belle verte                                                | Папарот                                |
| 1997 | ф   | Гонитва за божеством                              | La divine poursuite                                           | Марк                                   |
| 1998 | ф   | Жанна і чудовий хлопець                           | Jeanne et le garçon formidable                                | Жульєн                                 |
| 1998 | ф   | Тільки Бог мене бачить                            | Dieu seul me voit                                             | Альбер                                 |
| 1998 | ф   | Смерть китайця                                    | La mort du chinois                                            | Жерар                                  |
| 1998 | ф   | У саме серце                                      | En plein coeur                                                | Марторель                              |
| 1998 | тф  | Витівки Скапена                                   | Les fourberies de Scapin                                      | Октав                                  |
| 1999 | ф   | Нічого про Робера                                 | Rien sur Robert                                               | Мартен                                 |
| 1999 | ф   | Злодійка з Сен-Любена                             | La voleuse de Saint-Lubin                                     | адвокат                                |
| 1999 | ф   | Діти століття                                     | Les enfants du siècle                                         | Сент-Бев                               |
| 2000 | ф   | В атаку!                                          | À l'attaque!                                                  | Іван                                   |
| 2000 | ф   | Син двох матерів, або Комедія невинності          | Comédie de l'innocence                                        | П'єр                                   |
| 2000 | с   | Знедолені                                         | Les misérables                                                | Скофлаїр                               |
| 2000 | ф   | Пригоди трупа                                     | Mortel transfert                                              | інспектор Шапіро                       |
| 2000 | тф  | Мізантроп                                         | Le misanthrope                                                | Альцест                                |
| 2001 | тф  | Зайде, маленька помста                            | Zaïde, un petit air de vengeance                              | Тома Мейлс                             |
| 2001 | ф   | Палата для офіцерів                               | La chambre des officiers                                      | Анрі                                   |
| 2001 | ф   | Свобода-Олерон                                    | Liberté-Oléron                                                | Жак Моно                               |
| 2001 | ф   | Кандидатура                                       | Candidature                                                   | Жан Дюпюї                              |
| 2001 | ф   | Мальро, ти мене здивуєш!                          | Malraux, tu m'étonnes!                                        | Тит                                    |
| 2001 | тф  | Мосьє де Пурсоньяк                                | Monsieur de Pourceaugnac                                      |                                        |
| 2002 | ф   | Пропуск                                           | Laissez-passer                                                | Жан Оранш                              |
| 2002 | ф   | Цілуй, кого хочеш                                 | Embrassez qui vous voudrez                                    | Жером                                  |
| 2002 | ф   | Майже спокійний світ                              | Un monde presque paisible                                     | Шарль                                  |
| 2003 | ф   |                                                   | Une affaire qui roule                                         | Клод Карле                             |
| 2003 | ф   | Легше верблюдові                                  | Il est plus facile pour un chameau...                         | Філіпп                                 |
| 2003 | ф   | Таємниця жовтої кімнати                           | Le mystère de la chambre jaune                                | Жозеф Рулетабіль                       |
| 2003 | ф   | Зелений рай                                       | Vert paradis                                                  | Люка                                   |
| 2004 | ф   | Ласкаво просимо у Швейцарію                       | Bienvenue en Suisse                                           | Тьєррі                                 |
| 2004 | ф   | Змія в кулаці                                     | Vipère au poing                                               | учитель (озвучення)                    |
| 2004 | ф   | Міст мистецтв                                     | Le pont des Arts                                              | Guigui, alias l'Innomable              |
| 2004 | ф   | Приховане                                         | Caché                                                         | Івон                                   |
| 2005 | ф   | Парфуми пані в чорному                            | Le parfum de la dame en noir                                  | Жозеф Рулетабіль                       |
| 2005 | ф   | Сірі душі                                         | Les âmes grises                                               | поліцейський                           |
| 2005 | ф   | Королівський палац!                               | Palais royal!                                                 | Тіті                                   |
| 2006 | ф   | Час пір'яних ручок                                | Le temps des porte-plumes                                     | Фальмен                                |
| 2006 | ф   | Рік                                               | Un an                                                         | Луї-Філіпп                             |
| 2006 | с   | Великий Шарль                                     | Le grand Charles                                              | Клод Маріяк                            |
| 2006 | ф   | Код да Вінчі                                      | The Da Vinci Code                                             | контролер польоту                      |
| 2006 | тф  | Сартр, роки пристрастей                           | Sartre, l'âge des passions                                    | Жан-Поль Сартр                         |
| 2007 | с   | Новели Гі Де Мопассана                            | Chez Maupassant                                               | граф де Саллюр                         |
| 2007 | ф   | Четвертий шматок жінки, розрізаної на три частини | Le quatrième morceau de la femme coupée en trois              | Домінік                                |
| 2007 | ф   | У кожного своє кіно                               | Chacun son cinéma ou Ce petit coup au coeur quand la lumiè... | менеджер (епізод «Кінотеатр бульвару») |
| 2007 | мф  | Макс і його компанія                              | Max & Co                                                      | Мартін (озвучення)                     |
| 2007 | ф   | Творче життя                                      | La vie d'artiste                                              | Бертран                                |
| 2007 | тф  | Повішений                                         | Le pendu                                                      | Легофф                                 |
| 2008 | тф  | Дуже популярний злочин                            | Un crime très populaire                                       | Андре Мальро                           |
| 2008 | ф   | Тихий хаос                                        | Caos calmo                                                    | Тьєррі                                 |
| 2008 | тф  | Фігаро                                            | Figaro                                                        | Фігаро                                 |
| 2008 | ф   | Винна                                             | Coupable                                                      | Луї                                    |
| 2008 | ф   | Саган                                             | Sagan                                                         | Гі Шолле                               |
| 2008 | ф   | Вторгнення                                        | Intrusions                                                    | Алексіс Тагет                          |
| 2008 | ф   | Останній урок                                     | La journée de la jupe                                         | Лабуре                                 |
| 2008 | ф   | Колюш, історія одного хлопця                      | Coluche: l'histoire d'un mec                                  | Жак Атталі                             |
| 2009 | ф   | Нічого особистого                                 | Rien de personnel                                             | Жиль Бержероль                         |
| 2009 | ф   | Одного разу у Версалі                             | Bancs publics (Versailles rive droite)                        | Айме Мермо                             |
| 2009 | ф   | Нейї, її мати!                                    | Neuilly sa mère!                                              | Станіслас де Шазелль                   |
| 2009 | ф   | Вісім разів піднявся                              | 8 fois debout                                                 | Матьє                                  |
| 2009 | мф  | Кериті, житло казок                               | Kérity, la maison des contes                                  | батько (озвучення)                     |
| 2009 | ф   | Державна справа                                   | Une affaire d'état                                            | Луї Фланден                            |
| 2009 | тф  | Скупий                                            | L'avare                                                       | Гарпарон                               |
| 2009 | ф   | Звичайна страта                                   | Une exécution ordinaire                                       | консьєрж                               |
| 2010 | тф  | Жорж і Фаншетт                                    | George et Fanchette                                           | Агріколь Тірселін                      |
| 2010 | тф  | Комічна ілюзія                                    | L'illusion comique                                            | Матамор                                |
| 2010 | кф  | Нічого особистого: Виготовлення                   | Rien de personnel: Le making-of                               | Дені Подалідес                         |
| 2011 | тф  | Великий ресторан 2                                | Le grand restaurant II                                        | замаскований трансвестит у клубі       |
| 2011 | ф   | Завоювання                                        | La conquête                                                   | Ніколя Саркозі                         |
| 2011 | ф   | Омар мене убити                                   | Omar m'a tuer                                                 | П'єр-Еммануель Вогренар                |
| 2011 | ф   | Перша людина                                      | Le premier homme                                              | професор Бернра                        |
| 2011 | док | Сфера чаклунства                                  | La clé des champs                                             | оповідач (озвучення)                   |
| 2011 | тф  | Дрюмон, історія французького антисеміта           | Drumont, histoire d'un antisémite français                    | Едуар Дрюмор                           |
| 2011 | ф   | Великий злий вовк                                 | Le grand méchant loup                                         | доктор Станіслас де Ластич             |
| 2012 | ф   | Галопом                                           | Au galop                                                      | видавець                               |
| 2012 | ф   | Прощавай, Берта, або Похорони бабусі              | Adieu Berthe — L'enterrement de mémé                          | Арман Лебрек                           |
| 2012 | ф   | Ви ще нічого не бачили                            | Vous n'avez encore rien vu                                    | Антуан д'Антак                         |
| 2012 | ф   | Камілла роздвоюється                              | Camille redouble                                              | Альфонс да Коста, викладач фізики      |
| 2012 | ф   | Вітряні діти                                      | Du vent dans mes mollets                                      | Мішель Гладштейн                       |
| 2012 | тф  | Так більше не може тривати!                       | Ça ne peut pas continuer comme ça!                            | Баррі                                  |
| 2013 | ф   | Заради жінки                                      | Pour une femme                                                | Моріс                                  |
| 2013 | ф   | Завойовники                                       | Les conquérants                                               | Жалад                                  |
| 2013 | ф   | Любов — це ідеальний злочин                       | L'amour est un crime parfait                                  | Рішар                                  |
| 2013 | ф   | Правила життя французького хлопця                 | Libre et assoupi                                              | Рішар                                  |
| 2013 | тф  | Убивство в трьох діях                             | Meurtre en trois actes                                        | Філіпп Лакланш                         |
| 2014 | тф  | Ліс                                               | La forêt                                                      | Аркадій                                |
| 2014 | ф   | Майже ідеальне село                               | Un village presque parfait                                    | Анрі                                   |
| 2015 | ф   | На плаву                                          | Comme un avion                                                | Ремі                                   |
| 2015 | тф  | Той, що проходить крізь стіни                     | Le passe-muraille                                             | Еміль Дутійєль                         |
| 2016 | ф   | Шоколад                                           | Chocolat                                                      | Луї Люм'єр                             |
| 2016 | ф   | Євреї                                             | Ils sont partout                                              | другий талмудист                       |
| 2016 | ф   | Механіка тіней                                    | La mécanique de l'ombre                                       |                                        |
| 2017 | ф   | Він і Вона                                        | Mr & Mme Adelman                                              | психолог                               |
| 2017 | ф   | Марі-Франсін                                      | Marie-Francine                                                | Еммануель Дубле                        |
| 2017 | ф   | До побачення там, нагорі                          | Au revoir là-haut                                             | міністр                                |
| 2017 | ф   | Великі уми                                        | Les grands esprits                                            | Франсуа Фуко                           |
| 2018 | ф   | Насолоджуватися, кохати та швидко бігати          | Plaire, aimer et courir vite                                  | Матьє                                  |
| 2018 | ф   | Бекас!                                            | Bécassine!                                                    | Adalbert Proey-Minans                  |
| 2018 | ф   | Нейї, її мати! 2                                  | Neuilly sa mère, sa mère!                                     | Станіслас де Шазелль                   |
| 2019 | ф   | Прекрасна епоха                                   | La belle époque                                               |                                        |
| 2021 | ф   | Фантазії для дорослих                             | Les fantasmes                                                 | Венсан                                 |

### Сценарист та режисер
| Рік  |     | Назва українською                    | Оригінальна назва                    | Режисер | Сценарист |
| ---- | --- | ------------------------------------ | ------------------------------------ | ------- | --------- |
| 1992 | к/м | Версаль, лівий берег                 | Versailles Rive-Gauche               |         | Так       |
| 1998 |     | Тільки Бог мене бачить               | Dieu seul me voit                    |         | Так       |
| 2001 |     | Свобода-Олерон                       | Liberté-Oléron                       |         | Так       |
| 2003 |     | Зелений рай                          | Vert paradis                         |         | Так       |
| 2012 |     | Прощавай, Берто, або Похорони бабусі | Adieu Berthe — L'enterrement de mémé |         | Так       |
| 2017 |     | Сірано де Бержерак                   | Cyrano De Bergerac                   | Так     |           |
| 2017 |     | Витівки Скапена                      | Les Fourberies de Scapin             | Так     |           |
| 2018 |     | Комеді Франсез: Лукреція Борджіа     | Lucrezia Borgia                      | Так     |           |

## Визнання
| Нагороди та номінації Дені Подалідеса      | Нагороди та номінації Дені Подалідеса       | Нагороди та номінації Дені Подалідеса    | Нагороди та номінації Дені Подалідеса |
| Рік                                        | Категорія                                   | Фільм                                    | Результат                             |
| ------------------------------------------ | ------------------------------------------- | ---------------------------------------- | ------------------------------------- |
| Золота зірка кіно                          |                                             |                                          |                                       |
| 1999                                       | Найкращий актор-новачок                     | Жанна і чудовий хлопець                  | Перемога                              |
| Міжнародний кінофестиваль у Форт-Лодердейл |                                             |                                          |                                       |
| 2002                                       | Приз журі найкращому акторові другого плану | Пропуск                                  | Перемога                              |
| Премія «Сезар»                             |                                             |                                          |                                       |
| 2003                                       | Найкращий актор другого плану               | Цілуй, кого хочеш                        | Номінація                             |
| 2012                                       | Найкращий актор                             | Завоювання                               | Номінація                             |
| 2013                                       | Найкращий оригінальний сценарій             | Прощавай, Берто, або Похорони бабусі     | Номінація                             |
| 2019                                       | Найкращий актор другого плану               | Насолоджуватися, кохати та швидко бігати | Номінація                             |